# 2008年夏季奥林匹克运动会中国游泳队
参加2008年北京夏季奥林匹克运动会的中国游泳队一行共计70人，其中男运动员17人，女运动员31人，官员与工作人员22人，领队尚修堂。中国除男子4X100米混合泳接力外，在全部六項游泳接力賽中取得了五項參賽資格；中国在游泳项目的参赛人数仅次田径。

## 官员
参加本次奥运游泳队共计22名官员与工作人员，其中教练员17人，领队尚修堂、副领队江斌波。

·教练员（17）：张亚东、么正杰、叶瑾、韩冰岩、陈映红、刘海涛、石晓铭、朱志根、潘佳章、姚穎、徐惠琴、徐国义、陈勤、常谊春、魏亚平、冯真、吕森
 
·管理：陆一帆，医生：郭清华和巴震。

## 运动员
男运动员

男运动员共计17人，分别是蔡力、陈祚、张恩剑、张琳、孙杨、孙晓磊、邓健、薛瑞鹏、赖忠坚、石峰、陈寅、吴鹏、曲敬宇、黄绍华、吕志武、施浩然和辛桐。
女运动员

女运动员共计31人，分别是朱颖文、徐妍玮、庞佳颖、朱倩蔚、谭淼、李茉、李玄旭、尤美宏、赵菁、陈燕燕、齐晖、孙晔、罗男、陈慧佳、周雅菲、刘子歌、焦刘洋、李佳星、唐奕、王丹、杨雨、刘京、哈思楠、湯景之、高畅、洪文文、王然迪、徐田龙子、王群、李哲思和方晏乔。

## 奖牌
| 女子200米蝶泳 | 2008年8月14日 | 刘子歌 | 冠军 2分4秒18 |

| 男子400米自由泳 | 2008年8月10日 | 张琳 | 亚军 3分42秒44 落后0.58秒 |

| 女子200米蝶泳 | 2008年8月14日 | 焦刘洋 | 亚军 1分55秒05 落后0.23秒 |

| 女子4 x 200米自由泳接力 | 2008年8月14日 | 杨雨、朱倩蔚 谭淼、庞佳颖 汤景之（替补） | 亚军 7分45秒93 落后0.62秒 |

| 女子200米自由泳 | 2008年8月13日 | 庞佳颖 | 季军 1分55秒05 落后0.23秒 |

| 女子4x100米混合泳 | 2008年8月17日 | 徐田龙子 孙晔、周雅菲 庞佳颖、赵菁 | 季军 1分55秒05 落后0.23秒 |

## 男子参赛成绩
| 男子参赛项目与成绩    |                           |                                                        |                                                                  |
| 项目                  | 参赛选手                  | 比赛 时间                                              | 参赛成绩                                                         |
| 男子100米蛙泳         | 薛瑞鹏                    | 8月9日                                                 | 预赛成绩1:02.48，落后小组第1名1.55秒，居小组第6位被淘汰          |
| 男子200米蛙泳         | 赖忠坚                    | 8月12日                                                | 预赛成绩2:16.28，落后小组第1名4.88秒，居小组第7位被淘汰          |
| 男子50米自由泳        | 蔡力                      | 8月14日                                                | 预赛成绩22.50，落后小组第1名0.21秒，居小组第3位被淘汰            |
| 男子100米自由泳       | 陈祚                      | 8月12日                                                | 预赛成绩49.08，落后小组第1名0.25秒，居小组第3位被淘汰            |
| 男子200米自由泳       | 张恩剑                    | 8月10日                                                | 预赛成绩1:49.15，落后小组第1名2.06秒，居小组第8位被淘汰          |
| 男子400米自由泳       | 张琳                      | 8月9日                                                 | 预赛成绩3:43.32，居小组第1位                                     |
| 男子400米自由泳       | 张琳                      | 8月10日                                                | 决赛3:42.44，落后第1名0.58秒获男子400米自由泳亚军                |
| 男子400米自由泳       | 孙杨                      | 8月9日                                                 | 预赛成绩3:50.90，落后小组第1名7.80秒，居小组第7位被淘汰          |
| 男子1500米自由泳      | 张琳                      | 8月15日                                                | 预赛成绩14:45.84，落后小组第1名6.92秒，居小组第2位；并创亚洲纪录 |
| 男子1500米自由泳      | 张琳                      | 8月17日                                                | 决赛成绩14:55.20，落后冠军14.36秒，获男子1500米自由泳第7名       |
| 男子1500米自由泳      | 孙杨                      | 8月15日                                                | 预赛成绩14:48.39，落后小组第1名0.63秒，居小组第2位；并创亚洲纪录 |
| 男子1500米自由泳      | 孙杨                      | 8月17日                                                | 决赛成绩15:05.12，落后冠军24.28秒，获男子1500米自由泳第8名       |
| 男子100米仰泳         | 孙晓磊                    | 8月10日                                                | 预赛成绩56.44，落后小组第1名1.33秒，居小组第5位被淘汰            |
| 男子200米仰泳         | 邓健                      | 8月13日                                                | 预赛成绩2:03.34，落后小组第1名2.41秒，居小组第4位被淘汰          |
| 男子100米蝶泳         | 石峰                      | 8月14日                                                | 预赛成绩51.87，落后小组第1名0.05秒，居小组第2位                  |
| 男子100米蝶泳         | 石峰                      | 8月15日                                                | 半决赛成绩51.68，落后小组第1名0.71秒，居小组第5位被淘汰          |
| 男子200米蝶泳         |                           | 8月11日                                                | 预赛成绩1:55.39，居小组第1位                                     |
| 男子200米蝶泳         | 8月12日                   | 半决赛成绩1:54.93，落后小组第1名1.23秒，居小组第2位    |                                                                  |
| 男子200米蝶泳         | 8月12日                   | 决赛成绩1:54.35，落后第1名2.32秒，获男子200米蝶泳第4名 |                                                                  |
| 男子200米蝶泳         | 陈寅                      | 8月11日                                                | 预赛成绩1:56.55，落后小组第1名1.16秒，居小组第5位                |
| 男子200米蝶泳         | 陈寅                      | 8月12日                                                | 半决赛成绩1:55.88，落后小组第1名1.16秒，居小组第5位被淘汰        |
| 男子200米个人混合泳   | 曲敬宇                    | 8月13日                                                | 预赛成绩2:03.15，落后小组第1名3.49秒，居小组第6位被淘汰          |
| 男子4x100米自由泳接力 | 陈祚、黄绍华 吕志武、蔡力 | 8月10日                                                | 预赛成绩3:16.16，落后小组第1名3.80秒，居小组第6名被淘汰          |
| 男子4x200米自由泳接力 | 张琳、张恩剑 孙杨、施浩然 | 8月12日                                                | 预赛成绩7:13.57，落后小组第1名5.73秒，居小组第5位被淘汰          |
| 男子10公里马拉松      | 辛桐                      | 8月21日                                                | /                                                                |
| 男子400米个人混合泳   | 未参加                    | 8月9日                                                 | /                                                                |
| 男子4x100米混合泳接力 | 未参加                    | 8月15日                                                | /                                                                |

## 女子参赛成绩
| 女子参赛项目与成绩    |                                          |           | |
| 项目                  | 参赛选手                                 | 比赛 时间 | 参赛成绩                                                                                              |
| 女子400米个人混合泳   | 李玄旭                                   | 8月9日    | 预赛成绩4:36.35，落后小组第1名1.24秒，居小组第2位                                                     |
| 女子400米个人混合泳   | 李玄旭                                   | 8月10日   | 决赛成绩4:42.13，落后冠军12.68秒，获得女子400米个人混合泳第8名                                        |
| 女子400米个人混合泳   | 刘京                                     | 8月9日    | 预赛成绩4:44.96，落后小组第1名4.78秒，居小组第3位被淘汰                                               |
| 女子4x100米自由泳接力 | 朱颖文、唐奕 徐妍玮、庞佳颖              | 8月9日    | 预赛成绩3:36.78，居小组第1位                                                                          |
| 女子4x100米自由泳接力 | 朱颖文、唐奕 徐妍玮、庞佳颖              | 8月10日   | 决赛成绩3:35.64，落后冠军1.88秒，获得女子4x100米自由泳接力第4名                                       |
| 女子100米仰泳         | 徐田龙子                                 | 8月15日   | 决赛成绩1:00.82，落后小组第1名1.21，居小组第7位被淘汰                                                 |
| 女子100米仰泳         | 赵菁                                     | 8月10日   | 预赛被取消资格                                                                                        |
| 女子100米蝶泳         | 周雅菲                                   | 8月9日    | 预赛成绩57.70，落后小组第1名0.12秒，居小组第2位                                                       |
| 女子100米蝶泳         | 周雅菲                                   | 8月11日   | 决赛成绩57.84，落后冠军1.11秒，获得女子100米蝶泳第4名                                                 |
| 女子100米蝶泳         | 徐妍玮                                   | 8月9日    | 预赛成绩59.43，落后小组第1名1.13秒，居小组第7位被淘汰                                                 |
| 女子100米蛙泳         | 孙晔                                     | 8月10日   | 预赛成绩1:07.81，居小组第1位                                                                          |
| 女子100米蛙泳         | 孙晔                                     | 8月12日   | 决赛成绩1:08.08，落后冠军2.91秒，获得女子100米蛙泳第7位                                               |
| 女子100米蛙泳         | 陈慧佳                                   | 8月10日   | 预赛成绩1:08.24，落后小组第1名1.18秒，居小组第4位被淘汰                                               |
| 女子400米自由泳       | 李茉                                     | 8月10日   | 预赛成绩4:15.50，落后小组第1名11.79秒，居小组第8位被淘汰                                              |
| 女子400米自由泳       | 谭淼                                     | 8月10日   | 预赛成绩4:12.35，落后小组第1名7.80秒，居小组第7位被淘汰                                               |
| 女子200米自由泳       | 庞佳颖                                   | 8月11日   | 预赛成绩1:57.37，居小组第1位                                                                          |
| 女子200米自由泳       | 庞佳颖                                   | 8月12日   | 半决赛成绩1:57.34，落后小组第1名2.18秒，居小组第5位                                                   |
| 女子200米自由泳       | 庞佳颖                                   | 8月12日   | 决赛成绩1:55.05，落后冠军0.23秒，获得女子200米自由泳季军，创亚洲纪录                                  |
| 女子200米自由泳       | 朱倩蔚                                   | 8月11日   | 预赛成绩1:59.52，落后小组第1名4.07秒，居小组第7位被淘汰                                               |
| 女子200米个人混合泳   | 李佳星                                   | 8月11日   | 预赛成绩2:12.53，落后小组第1名0.90，居小组第4位                                                       |
| 女子200米个人混合泳   | 李佳星                                   | 8月12日   | 半决赛成绩2:13.47，落后小组第1名3.94秒，居小组第8位                                                   |
| 女子200米个人混合泳   | 齐晖                                     | 8月11日   | 预赛成绩2:14.25，落后小组第1名2.70秒，居小组第6位被淘汰                                               |
| 女子200米蝶泳         | 刘子歌                                   | 8月12日   | 预赛成绩2:06.46居小组第1位                                                                            |
| 女子200米蝶泳         | 刘子歌                                   | 8月13日   | 半决赛成绩2:06.25居小组第1位                                                                          |
| 女子200米蝶泳         | 刘子歌                                   | 8月14日   | 决赛成绩2:04.18，获得女子200米蝶泳冠军，创世界纪录                                                    |
| 女子200米蝶泳         | 焦刘洋                                   | 8月12日   | 预赛成绩2:06.89居小组第1位0.40，居小组第2位                                                           |
| 女子200米蝶泳         | 焦刘洋                                   | 8月13日   | 半决赛成绩2:06.42居小组第1位                                                                          |
| 女子200米蝶泳         | 焦刘洋                                   | 8月14日   | 决赛成绩2:04.72，落后刘子歌0.54秒获女子200米蝶泳亚军                                                  |
| 女子100米自由泳       | 朱颖文                                   | 8月13日   | 预赛成绩54.01，落后小组第1名0.19秒，获小组第3位，平亚洲纪录                                           |
| 女子100米自由泳       | 朱颖文                                   | 8月13日   | 半决赛成绩53.84，落后小组第1名0.14秒，获小组第2位                                                     |
| 女子100米自由泳       | 朱颖文                                   | 8月13日   | 决赛成绩54.21，落后冠军1.09秒，获女子100米自由泳第6名                                                 |
| 女子100米自由泳       | 庞佳颖                                   | 8月13日   | 预赛成绩54.01，落后小组第1名0.19秒，居小组第3位，平亚洲纪录                                           |
| 女子100米自由泳       | 庞佳颖                                   | 8月13日   | 半决赛成绩被取消参赛资格                                                                              |
| 女子200米蛙泳         | 齐晖                                     | 8月13日   | 预赛成绩2:26.16，落后小组1名2.35秒，居小组第6位                                                       |
| 女子200米蛙泳         | 齐晖                                     | 8月14日   | 半决赛成绩2:27.63，落后小组第1名4.99秒，居小组第6位被淘汰                                             |
| 女子200米蛙泳         | 罗男                                     | 8月13日   | 预赛成绩2:29.67，落后小组第1名5.86秒，居小组第8位被淘汰                                               |
| 女子4x200米自由泳接力 | 杨雨、朱倩蔚 谭淼、庞佳颖 汤景之（替补） | 8月13日   | 预赛成绩7:53.77，落后小组第1名3.40秒，居小组第2位；创亚洲纪录                                         |
| 女子4x200米自由泳接力 | 杨雨、朱倩蔚 谭淼、庞佳颖 汤景之（替补） | 8月14日   | 决赛成绩7:45.93，落后第1名1.62秒，获女子4x200米自由泳接力亚军，创亚洲纪录                             |
| 女子800米自由泳       | 李玄旭                                   | 8月14日   | 预赛成绩8:24.37，落后小组第1名4.67秒，居小组2位                                                       |
| 女子800米自由泳       | 李玄旭                                   | 8月15日   | 决赛成绩8:26.34，落后第1名12.24秒，获女子800米自由泳第5名                                             |
| 女子800米自由泳       | 尤美宏                                   | 8月14日   | 8:31.11，落后小组第13.05秒，居小组第5位被淘汰                                                         |
| 女子200米仰泳         | 赵菁                                     | 8月14日   | 预赛成绩2:08.97，居小组第1位                                                                          |
| 女子200米仰泳         | 赵菁                                     | 8月15日   | 半决赛成绩2:09.59，落后小组第1名1.69秒，居小组第6位被淘汰                                             |
| 女子200米仰泳         | 陈燕燕                                   | 8月14日   | 预赛成绩2:11.95，落后小组第1名5.19秒，居小组第6位被淘汰                                               |
| 女子50米自由泳        | 朱颖文                                   | 8月15日   | 预赛成绩24.91，落后小组第1名0.24秒，居小组第3位                                                       |
| 女子50米自由泳        | 朱颖文                                   | 8月16日   | 半决赛成绩24.76，落后小组第1名落后0.49秒，居小组第3位被淘汰                                           |
| 女子50米自由泳        | 李哲思                                   | 8月15日   | 预赛成绩25.00，落后小组第1名0.62秒，居小组第5位                                                       |
| 女子50米自由泳        | 李哲思                                   | 8月16日   | 半决赛成绩24.90，落后小组第1名0.63秒，居小组第5位被淘汰                                               |
| 女子4x100米混合泳     | 徐田龙子 孙晔、周雅菲 庞佳颖、赵菁       | 8月15日   | 赛手：徐田龙子、孙晔、周雅菲、庞佳颖 预赛成绩3:59.21，落后小组第1名0.06，居小组第6名，并创亚洲纪录    |
| 女子4x100米混合泳     | 徐田龙子 孙晔、周雅菲 庞佳颖、赵菁       | 8月17日   | 赛手：赵菁、孙晔、周雅菲、庞佳颖 决赛成绩3:56.11，落后冠军3.42秒，获女子4x100米混合泳季军，创亚洲纪录 |
| 女子10公里马拉松      | 方晏乔                                   | 8月20日   | / |